# دولت اسکاتلند
دولت اسکاتلند 
(به گیلی اسکاتلندی: Riaghaltas na h-Alba)، 
(به گیلیک اسکاتلندی: Scots Govrenment)، و (به انگلیسی: Scottish Government)، نهاد اجرایی پارلمان متحول اسکاتلند است. این دولت در سال ۱۹۹۹ به عنوان مدیریت اجرایی اسکاتلندی در مورد اجرای بخش ۴4 (1) قانون ۱۹۹۸ اسکاتلند تشکیل شد، که یک دولت انتقال برای واگذاری قدرت را در اسکاتلند در امتداد نتیجهٔ همه‌پرسی قدرت‌سپاری در اسکاتلند (۱۹۹۷) میسر کرده‌است. این حکومت متشکل از دبیران کابینه‌ای است که شرکت در جلسات کابینه شرکت می‌کنند، و وزرایی که در آن شرکت نمی‌کنند. این دولت که توسط یک وزیر اول رهبری می‌شود، دبیران و وزیران کابینه را با تصویب پارلمان انتخاب می‌کند.